# 澳門文物大使協會
澳門文物大使協會，葡文名稱為“Associação dos Embaixadores do Património de Macau”，英文名稱為“Macao Heritage Ambassadors Association”（簡稱MHAA），成立於2004年8月1日，為澳門非牟利團體。以“愛護文物．傳承文化”為理念，“加強青年文化遺產教育，推動青年參與文化政策，促進文化創意產業發展”為宗旨。該會透過舉辦不同類型的活動，讓市民及遊客加深對文化遺產的了解及認識，以此增強市民的文化歸屬感，凝聚向心力，並推廣文化遺產保護工作。

## 簡介
澳門文物大使協會(簡稱MHAA)創立於2004年8月1日，是一所由青年人組織的非牟利團體，以“愛護文物•傳承文化”為理念，以“推動澳門文化遺產教育，參與青年文化政策，促進文化創意產業發展”為宗旨。自創會以來，本會一直肩負培訓澳門文物大使的任務，使保護文化遺產的使命薪火相傳。「文物大使培訓計劃」為中國中央電視臺及澳門特區政府聯合攝製的澳門回歸十年大型紀錄片《澳門十年》的素材之一，收錄於教育暨青年局及北京人民教育出版社合作編製的初中《品德與公民》教材。
本會於2010年8月，榮獲聯合國教科文組織亞太地區世界遺產培訓與研究中心頒發“世界遺產青少年教育基地”，成為首批世界遺產青少年教育基地之一。於2012年12月獲選為“2010年至2011年度優秀世界遺產青少年教育基地”。於2018年11月再獲頒發為聯合國教科文組織亞太地世界遺產培訓與研究中心(蘇州)世界遺產青少年教育基地。在2019年在澳門特區政府支持下，加入成為“粵港澳大灣區青年行動聯盟”成員之一。

## 領導層
- 2003-2004年（籌）：主席譚志廣
- 2004-2006年：會長劉雅儀、理事長劉雅儀（兼）、監事長譚志廣
- 2006-2008年：會長譚志廣、理事長周慧珠、監事長余綺琪
- 2008-2010年：會長譚志廣、理事長周慧珠、監事長梁曉嵐
- 2010-2012年：會長周慧珠、大會主席譚志廣、理事長梁承宇、監事長劉楚華
- 2012-2014年：會長周慧珠、大會主席譚志廣、理事長梁曉嵐、監事長劉楚華
- 2014-2016年：會長廖嘉豪、大會主席譚志廣、理事長梁詠儀、監事長余綺琪
- 2016-2018年：會長廖嘉豪、大會主席譚志廣、理事長廖紫欣、監事長余綺琪
- 2018-2020年：會長柯浩然、大會主席譚志廣、理事長葉健敏、監事長廖嘉豪
- 2020-2022年：會長柯浩然、大會主席譚志廣、理事長吳潔玲、監事長廖嘉豪
- 2022-2024年：會長劉瀚邦、大會主席譚志廣、理事長吳芷慧、監事長柯浩然

## 文物之旅
文物之旅為澳門文物大使協會特色品牌活動，由澳門文物大使擔任導賞員，引領參與者遊覽澳門文化遺產。現時，文物之旅除了恆常依景點次序遊覽外，開始引入主題化及具有特色的文物之旅。

## 歷年工作及活動
- 2024
  - MH + 2024「追夢：澳門歷史之城作品徵集比賽」
  - "文化遺產與社會行動"研討會
  - 夜遊世遺·權能吏史
  - FUN享樂遊澳門—社區旅遊駐點導賞服務
  - 2024《尋琴探澳》攝影比賽(澳門文物大使協會協辦)
  - 玩轉文遺樂無窮嘉年華 2024
  - 璀璨澳門-世遺木板明信片填色比賽
  - 想·味非遺土生葡菜工作坊
  - 第八屆澳門文化遺產常識問答比賽
  - 2024中葡一帶一路發展路向青年學習交流之旅
  - 2024年蘭州文化行者系列交流與志願服務學習

- 2023
  - 「非遺匯澳」中國非物質文化遺產展示及交流系列活動
  - 第七屆澳門文化遺產常識問答比賽
  - 第十六屆澳門文物大使培訓
  - 繪聲繪色：澳門世遺動畫配音比賽2023
  - 非遺系列工作坊—尋味土生葡菜
  - 夜遊世遺·結海織絲
  - 發現澳門—社區旅遊駐點導賞服務
  - 同享同樂·文化遺產社區嘉年華2023
  - 2023年《尋琴探澳》攝影比賽(澳門文物大使協會協辦)
  - "海峽兩岸暨港澳青年文化行者研學研習”項目
  - 文物先鋒(澳門文物大使協會協辦)
  - 大灣區惠州自然與文化青年交流團
  - 2023敦煌澳門雙城青少年文化交流與服務學習行動
  - 2023國都交流之旅活動

- 2022
  - 非遺系列工作坊—尋味土生葡菜
  - 繪聲繪色：澳門世遺動畫配音比賽
  - 非遺系列工作坊—細味廣彩製作工藝
  - MH +「足跡：澳門非遺文化作品展」
  - 第六屆澳門文化遺產常識問答比賽
  - 2022攝影比賽 - 濠鏡情懷(澳門文物大使協會協辦)
  - 夜遊世遺．小城大亨
  - 2022年 “青年敦煌之友”及“文化遺產友好使者”研習營計劃
  - 文化遺產青年人才培訓課程2022
  - 《遺城詩路》結合文化遊歷概念的跨媒介城市藝術節
  - 繽紛離島—社區旅遊駐點導賞服務
  - 發現澳門—社區旅遊駐點導賞服務
  - 第十五屆澳門文物大使培訓
  - 大灣區東莞惠州文化考察團
  - 橫琴粵澳深度合作區青年考察團
  - 遺城詩路-舊城漫遊藝術節
  - 2022-2023 年度澳門文化遺產小小導賞員實踐培訓計劃(澳門文物大使協會承辦)

- 2021 
  - 第十四屆澳門文物大使培訓
  - 夜遊世遺．城牆探秘
  - 細看澳城．尋找世遺之美
  - 2021年 “青年敦煌之友”及“文化遺產友好使者”研習營計劃
  - 第五屆澳門文化遺產常識問答比賽
  - 世遺下的親子時光
  - "我的文物大使之路"茶叙
  - 文化遺產青年人才培訓課程
  - 2021攝影比賽 - 濠鏡情懷(澳門文物大使協會協辦)

- 2020
  - 夜遊世遺．尋幽探秘
  - MH +（澳門歷史文化作品展）
  - 文遺有計傾專題分享會
  - 第四屆澳門文化遺產常識問答比賽
  - 2020 攝影比賽 - 濠鏡情懷(澳門文物大使協會協辦)
  - 第十三屆澳門文物大使培訓(澳門文物大使協會主辦)
  - 2020為慶祝「澳門歷史城區」申遺成功15周年系列活動：景點特別開放活動(澳門文物大使協會承辦)
  - 三吳都會-杭州文化學習青年交流之旅
  - 2020文物先鋒暑期活動(澳門文物大使協會協辦)

- 2019
  - 夜遊世遺．時光倒流
  - 2019“青年敦煌之友計劃” (與蘭州文化行者文化交流中心、蘭州大學歷史文化學院、逢甲大學國文教研中心主辦)
  - 2019年度校園巡講
  - 第十二屆澳門文物大使培訓
  - 慶國慶70年暨澳門回歸20年之“懷古思今．情繫濠鏡”導賞活動
  - 第三屆澳門文化遺產常識問答比賽
  - “澳門：文化遺產保護的挑戰與對策”研討會與文化遺產保護交流團(與澳門文遺研創協會主辦)
  - 澳門博物館歷史暑假培訓課程(澳門文物大使協會承辦)
  - 2019年高中生上海傳統文化和科學技術夏令營(中國教育部及上海交通大學主辦，澳門文物大使協會承辦)
  - 2019年文物先鋒暑期活動(教育暨青年局、澳門體育局主辦，澳門文物大使協會協辦)
  - “海峽兩岸暨港澳地區X馬來西亞文化遺產教育青年論壇及工作坊” (與澳門文遺研創協會主辦)
  - 大灣區青年合作發展計劃之深圳文化創意產業青年交流團
  - 第三十屆澳門國際煙花比賽匯演X週末手作坊
  - 大灣區青年合作發展計劃之嶺南文化青年廣佛交流團
  - 2019文化遺產系列講座：遺產地管理與維護的思路(澳門文物大使協會協辦)
  - 粵港澳大灣區青年機遇考察團(與澳門大學學生會校友會主辦)
  - 小城市大發現2019──澳門海賊王
  - 召開第二十、二十一次會員大會

- 2018
  - 第二屆澳門文化遺產常識問答比賽(澳門文物大使協會主辦)
  - "澳門千人計劃—青海文化遺產保育考察團"(澳門文物大使協會主辦)
  - 炮竹業深度培訓及擯炮體驗工作坊(澳門文物大使協會協辦)
  - 夜遊世遺•流金歲月(澳門文物大使協會主辦)
  - “萬人計劃” -2018東方文化創客夏令營(澳門文物大使協會主辦)
  - 2018「青年敦煌之友」夏令營(澳門文物大使協會主辦)
  - 小城市大發現2018-美食探秘(澳門文物大使協會主辦)
  - "校園巡講2018 - 飲水思源"(澳門文物大使協會主辦)
  - 十一旅遊諮詢
  - 世界遺產動畫片故事繪畫大賽(澳門文物大使協會協辦)
  - 2018文化遺產系列講座：文化地景和城市發展的衝突與協調(澳門文物大使協會主辦)
  - 第十一屆澳門文物大使培訓(澳門文物大使協會主辦)
  - 第十八、十九次會員大會

- 2017
  - 推出微信公眾號
  - 春茗晚會(澳門文物大使協會、澳門文遺研創協會主辦)
  - 荔枝碗船廠遺址考察(澳門文物大使協會、澳門文遺研創協會主辦)
  - 五一旅遊諮詢
  - 澳門文化遺產常識問答比賽(澳門文物大使協會主辦)
  - 太平洋海岸亞洲研究學會2017年度研討會(澳門文物大使協會、澳門文遺研創協會主辦)
  - 小城市大發現2017-夏日攻城(澳門文物大使協會主辦)
  - “澳門：文化遺產保護的現況與前瞻”研討會與文化遺產保護交流團(澳門文物大使主辦)
  - 夜遊世遺•似水年華(澳門文物大使協會主辦)
  - 澳門國際志工營-- 哪吒節慶在歷史城區(澳門文物大使協會協辦)
  - 北京-首屆港澳與內地大學生文化遺產友好傳承夏令營(澳門文物大使協會協辦)
  - 兩岸三地青年敦煌之友計劃(澳門文物大使協會協辦)
  - 出席“有Young學樣’’2017文化資產國際青年論壇”(參與澳門文物大使協會)
  - 第十七次會員大會
  - 兩岸三地文化旅遊青年論壇及工作坊(澳門文遺研創協會、澳門文物大使協會主辦)
  - “革命者的走廊—抗戰活動在澳門”社區導賞工作坊(澳門文物大使協會主辦)
  - 第二屆澳門文化遺產小小導賞員培訓計劃(澳門文物大使協會協辦)
  - “活化古蹟─南港漁香”港澳青年文化交流之旅(澳門文物大使協會主辦)
  - 第三屆青年大使向前行工作坊(澳門文物大使協會參與)
  - “校園巡講-小城故事之土生葡人文化” (澳門文物大使協會主辦)
  - 第十屆澳門文物大使培訓(澳門文物大使協會主辦)
  - 2017文化遺產系列講座：遺城同域
  - 2017遺城詩路(澳門文物大使協會主辦)
  - 「小城的回聲」詩文展
  - 紀念抗日戰爭-重走湖南路(澳門文物大使協會、澳門文遺研創協會主辦)
  - 2016我們的世界文化遺產(澳門文物大使協會主辦)

- 2016
  - 春節旅遊諮詢
  - “文化遺產．文學風景” (澳門文物大使協會主辦)
  - “小城市大發現-古澳門尋寶戰”城市定向比賽(澳門文物大使協會主辦)
  - 夜遊世遺．小城滄海(澳門文物大使協會主辦)
  - “文化遺產與持續發展”研討會與文化遺產保護交流團(澳門文物大使協會、澳門文遺研創協會主辦)
  - “《論區行賞》─飄遊過海．漫遊澳門”定點導賞服務(澳門文物大使協會合辦)
  - 參與第二屆青年大使向前行工作坊(澳門文物大使協會參與)
  - 出席2016“承繼城市：增進都市遺產的理解”國際研討會(澳門文物大使協會參與)
  - 2016文物先鋒暑期活動(澳門文物大使協會協辦)
  - 百年中山－粵澳青年交流之旅(澳門文物大使協會主辦)
  - 第九屆澳門文物大使培訓計劃(澳門文物大使協會主辦)
  - 文化遺產系列講座(澳門文物大使協會主辦)
  - 慶澳門世遺十一年‧迎澳門文物大使十五歲系列活動(澳門文物大使協會主辦)
  - 校園巡講(澳門文物大使協會主辦)
  - “七彩雲南 閃爍麗江”交流團(澳門文物大使協會、澳門文遺研創協會主辦)
  - 2016我們的世界文化遺產(澳門文物大使協會主辦)

- 2015
  - 《遺城詩路‧飲水‧詩‧緣》（澳門文物大使協會與澳門英姿舞園主辦）
  - 文化遺產．文學風景（澳門特別行政區政府文化局及澳門文物大使協會主辦）
  - 2015新港國際城-情定澳門街-澳門文化節（澳門國際青年藝術創作人協會及宣城新港國際城聯合主辦，澳門文物大使協會支持）
  - 夜遊世遺．南灣浴日
  - 澳門旅遊認知計劃“小城市大發現2015”城市定向比賽（澳門旅遊局及澳門文物大使協會主辦）
  - “澳門旅遊認知計劃─飄遊過海．漫遊澳門” 定點導賞服務（澳門旅遊局及澳門文物大使協會主辦）
  - 巴西-葡萄牙-大中華文化交匯及澳門文化旅遊推廣交流團（澳門文物大使協會及澳門文遺研創協會主辦）
  - 2015暑期活動－文物先鋒 (澳門教育暨青年局主辦，澳門文物大使協會協辦)
  - “臺灣世界遺產潛力點-青年大使向前行工作坊”（台灣嘉義縣文化觀光局主辦，臺灣國立雲林科技大學承辦，臺灣嘉義縣立竹崎高級中學協辦，澳門文物大使協會參與）
  - 第五屆澳人聚“澳”系列活動 We Will Shine 2015（澳門文物大使協會及澳門文遺研創協會主辦）
  - 2015文化遺產系列講座：文化遺產管理與發展
  - 第八屆澳門文物大使培訓計劃
  - 第八屆文物大使結業暨文物大使稱號頒授典禮
  - 香港大澳-水上人文化體驗之旅
  - 澳門離島文化交流營
  - 澳門文物大使級別頒授儀式晚宴
  - 國都交流之旅（澳門文物大使協會及澳門文遺研創協會主辦）

- 2014
  - 春節旅遊諮詢
  - 旅遊認知澳門文化水松木明信片設計比賽
  - 文化遺產‧文學風景(澳門特別行政區政府文化局及澳門文物大使協會主辦)
  - 環遊‧街巷
  - 五一旅遊諮詢
  - 小城市‧大發現
  - 澳門國際工作營二○一四 (澳門中華新青年協會主辦，澳門文物大使協會協辦)
  - 文遺法你我知──網上問答遊戲
  - 夜遊世遺‧道聽途說
  - 論區行賞 “飄遊過海‧漫遊澳門” 定點導賞服務
  - 出版《博物館之社會文化再現：政治、記憶與認同》
  - 出版《Macao Cultural Heritage Series II ── The Gold-Barr’d Butterflies To and Fro: Economic Thoughts On The Cultural Heritage Of Macao》
  - 2014暑期活動－文物先鋒 (澳門教育暨青年局主辦，澳門文物大使協會協辦)
  - 歐洲漢學學會第20屆雙年會及澳門文化旅遊推廣交流團
  - 第七屆澳門文物大使培訓計劃
  - 2014文化遺產系列講座──文化遺產與博物館的文化認同
  - 出版《澳門文化遺產導賞指南（貳）》
  - “活化古蹟”港澳青年文化交流
  - 遺城詩路──《飲水‧詩‧緣》:「詩緣茶敍」、「四圍」導覽、「社區投趣」
  - 澳門文物大使協會及澳門文遺研創協會領導機關成員就職禮
  - 繽紛吉林‧豔麗長春交流團

- 2013
  - 澳門居民在粵就讀學生學費津貼計劃(澳門教育暨青年局主辦、澳門文物大使協會協辦)
  - 澳門青年慶祝五四青年節暨青年民族文化週系列活動 (澳門青年聯合會、中華民族團結促進會主辦，澳門文物大使協會等單位協辦)
  - 遺城詩路──舊憶．新願
  - 旅遊認知系列－夜遊世遺．漫遊葡韻(與澳門旅遊局合辦)
  - “文化遺產‧文學風景”導賞活動
  - 澳門國際工作營二○一三 (澳門中華新青年協會主辦，澳門文物大使協會協辦)
  - 出版《澳門文化遺產管理專業現況與前瞻研究報告》
  - 旅遊認知系列－旅遊認知文化遺產系列講座(與旅遊局聯合主辦)
  - 出席“澳門敘事國際研討會(International Conference on Macau Narratives)”(The Centre for English, Translation and Anglo-Portuguese Studies (CETAPS)、the Centre for Overseas History (CHAM) of the New University of Lisbon/the Azores University及東方基金會(Fundação Oriente)主辦)
  - 遺城影照‧世遺攝影比賽
  - 澳門敍事短片創作比賽
  - ‘活化古蹟’港澳青年文化交流之旅
  - 第六屆澳門文物大使培訓計劃
  - 第五屆澳門文物大使實習計劃
  - 出版《澳門文化遺產導賞指南(壹)》書籍
  - 出版《澳門歷史城區登錄為世界遺產歷程》書籍
  - 2013暑期活動－文物先鋒 (澳門教育暨青年局主辦，澳門文物大使協會協辦)

- 2012
  - 臺灣交流訪問團
  - 北京拜訪交流團
  - 《一紙風行》小冊子
  - 第四屆文物大使實習計劃
  - 2011至2012世界遺產動畫片故事繪畫活動（澳門）
  - 繽紛樂趣世遺公約四十載系列活動──徵文比賽
  - 繽紛樂趣澳門世遺7周年系列活動──攤位遊戲設計比賽
  - 2011至2012世界遺產動畫片故事繪畫活動巡迴展（澳門站）（聯合國教科文組織亞太地區世界遺產培訓與研究中心、中國藝術科技研究所主辦，澳門文物大使協會承辦澳門區）
  - 澳門文物大使吉祥物設計比賽*
  - 夜遊世遺系列──聽舊城說．遺城詩路
  - 繽紛樂趣澳門世遺7周年嘉年華
  - 《極限明信片中的澳門（下）》書籍出版
  - 出席第四屆世界遺產青少年教育聯席會（中國聯合國教科文組織全國委員會主辦，聯合國教科文組織亞太地區世界遺產培訓與研究中心（蘇州）承辦）
  - 斯里蘭卡生活文化體驗學習之旅
  - 區域合作世遺文化歷史之旅（與澳門中華新青年協會合辦）
  - 第五屆澳門文物大使培訓計劃
  - “當下世遺”文化系列講座

- 2011
  - 開始承辦營運鄭家大屋禮品店
  - 第四屆澳門文物大使培訓計劃
  - 參與《土地法》諮詢
  - 參與風順堂街地下升降垃圾桶計劃諮詢
  - 參與“非高等教育發展十年規劃”〈2011-2020年〉公眾諮詢
  - 辛亥革命百年港澳青年文化交流之旅（與澳門中華新青年協會合辦）
  - 參與媽閣交通樞紐整體規劃諮詢
  - 出版《澳門的文化遺產保護－－問題、政治與政策》書籍
  - 文化遺產系列講座
  - 中國文化遺產日嘉年華
  - 中國文化遺產日定點導賞（文化局主辦）
  - 聽舊城說．夜遊世遺
  - 出版《極限明信片中的澳門（上）》書籍
  - 鄭家大屋個性化郵票小版張發行
  - 第一屆澳門文化遺產論壇（澳門理工學院主辦、澳門歷史文物關注協會、澳門專業導遊協會、澳門歷史學會、澳門文化遺產導遊協會、澳門文物大使協會、澳門文物保存修復學會、澳門鮮魚行總會]、澳門媽閣水陸演戲會、澳門大三巴哪吒廟值理會、澳門柿山哪吒古廟值理會協辦）
  - "新港務局大樓設計比賽"作品導賞活動（與土地工務運輸局合辦）
  - 出席第三屆世界遺產青少年教育聯席會（中國聯合國教科文組織全國委員會主辦，聯合國教科文組織亞太地區世界遺產培訓與研究中心（蘇州）承辦）
  - 拾年遺蹤－澳門文物大使日本足跡之旅
  - 辛亥革命百年粵澳青年文化交流之旅
  - 孫中山澳門革命足跡之旅
  - 澳門文物大使喜迎十載慶典
  - 澳門文物大使喜迎十載晚宴
  - 《拾年遺蹤》影片首播
  - 澳門文物大使主題曲《十年》歌曲首播
  - 澳門文物大使喜迎十載紀念品發行
  - 辛亥革命百年之踏上偉人來澳之旅
  - 2011-2012世界遺產動畫片故事繪畫活動（聯合國教科文組織亞太地區世界遺產培訓與研究中心（蘇州）、中國藝術科技研究所主辦，澳門文物大使協會承辦澳門區）
  - 《拾年遺蹤──澳門文物大使新聞精選》書籍發行
  - 聖誕聯歡

- 2010
  - 文化遺產系列講座
  - 開始承辦營運亞婆井前地售賣亭
  - 世遺大發現（與澳門中華新青年協會合辦）
  - 聽舊城說．夜遊世遺
  - 中國文化遺產日定點導賞（文化局主辦）
  - 世界遺產．澳門歷史城區五周年系列活動－－澳門紀略．夜遊世遺
  - 世界遺產．澳門歷史城區五周年系列活動－－夜訪世遺．景點開放（文化局主辦，澳門文物大使協會承辦）
  - 世界遺產．澳門歷史城區五周年系列活動－－喜悅傳承嘉年華（與澳門歷史教育學會、澳門口述歷史協會及澳門文化遺產導遊協會合辦）
  - 世界遺產．澳門歷史城區五周年系列活動－－《世界遺產．澳門歷史城區》明信片發行（與澳門歷史教育學會、澳門口述歷史協會及澳門文化遺產導遊協會合辦）
  - 世界遺產．澳門歷史城區五周年系列活動－－《世界遺產．澳門歷史城區五周年》紀念封發行及紀念郵戳加蓋服務（與澳門集郵協會、澳門歷史教育學會、澳門口述歷史協會及澳門文化遺產導遊協會合辦）
  - 世界遺產．澳門歷史城區五周年系列活動－－《世界遺產．澳門歷史城區五周年》紀念杯發行（與澳門歷史教育學會、澳門口述歷史協會及澳門文化遺產導遊協會合辦）
  - 世界遺產．澳門歷史城區五周年系列活動－－《世界遺產．澳門歷史城區五周年》個性化郵票小版張發行
  - 世界遺產．澳門歷史城區五周年系列活動－－“文化遺產保護與社會發展”民間本土論壇（與澳門歷史教育學會、澳門歷史文物關注協會、澳門歷史學會及澳門口述歷史協會及澳門文化遺產導遊協會合辦）
  - 出席第二屆世界遺產青少年教育聯席會（中國聯合國教科文組織全國委員會主辦，聯合國教科文組織亞太地區世界遺產培訓與研究中心（蘇州）、甘肅省聯合國教科文組織協會、北京教育科學研究院、聯合國教科文組織中國可持續教育工作委員會承辦）
  - 參與新城填海區規劃第一階段公眾諮詢
  - 澳門青年上海蘇州交流學習之旅
  - 開始承辦營運大三巴牌坊詢問處
  - 第三屆文物先鋒興趣班及生活營
  - 出席2010世界城市與博物館論壇、中國博物館學會專業委員會首屆年會暨博物館業論壇（北京市文物局、中國（北京）國際文化創意業博覽會組委會及中國博物館學會市場推廣與公共關係專業委員會主辦，北京七藝文博文化有限公司及北京博聯文博公司承辦）
  - 出席2010國際博物館協會營銷與公共關係專業委員會會議（國際博物館協會營銷與公共關係專業委員會主辦，中國博物館學會市場推廣與公共關係專業委員會承辦）
  - 第四屆澳門文物大使領導機關成員就職典禮暨第三屆文物大使及文物先鋒畢業典禮
  - 聖誕聯歡

- 2009
  - 第三屆澳門文物大使培訓計劃
  - 《淺析澳門城區──漫談保育推廣》講座（文化會館主辦）
  - “人一世，畫一世”世遺戶外寫生營（力行社、澳門社區青年義工發展協會、澳門青年協會及菜農合群社青少年活動中心主辦，澳門文物大使協會協辦）
  - 參與澳門特區政府文化局《文化遺產保護法》第二輪諮詢
  - 夜遊世遺－聽．舊城說
  - 中國文化遺產日定點導賞服務
  - 出席蘇州「世界遺產青少年教育聯席會議」
  - 「國情教育要認識，世遺文化顯特色」粵閩地區文化學習之旅（工聯青年中心主辦，澳門文物大使協會協辦）
  - 澳門文物大使協會成立五週年慶典
  - 「精彩回顧　薪火傳承」《澳門文物大使協會成立五週年》紀念刊發行
  - 「家國情懷──國慶六十周年暨特區成立十周年慶祝活動」及會慶聚餐
  - 柬埔寨世界遺產考察交流團
  - 「童樂畫世遺」親子繪畫比賽
  - 澳門青年廣東文化之旅（與澳門中華新青年協會合辦）

- 2008 
  - 參與澳門特區政府文化局《文化遺產保護法》第一輪諮詢
  - 澳門文化遺產手信設計比賽
  - 夜遊世遺－聽．舊城說
  - 中國文化遺產日定點導賞服務
  - 澳門申遺三週年──澳門文物新動態」講座
  - 文物先鋒計劃（與澳門中華學生聯合總會合辦）
  - 第三屆領導機關成員就職典禮暨手信設計比賽頒奬禮
  - 參與澳門特區政府可持續發展策略研究中心《澳門城市概念性規劃綱要》諮詢
  - 文化遺產嘉年華
  - 參與澳門特區政府城市規劃內部研究小組《對構建現代化與科學化的城市規劃體系的探索》諮詢

- 2007 
  - 第二屆澳門文物大使培訓計劃
  - 世遺遊蹤文物之旅
  - 中國文化遺產日定點導賞
  - 文物嘉年華
  - 廣州開平文物之旅
  - 越南世界遺產考察交流團
  - 文物大富翁

- 2006
  - 暑期活動課程－文物全接觸
  - 我們的澳門世界遺產─徵文比賽
  - 冰歡樂無限FUN同樂日（澳門博彩股份有限公司、澳門青年聯合會主辦，澳門文物大使協會提供設計）
  - 第二屆領導機關成員就職典禮

- 2005
  - 澳門文物推廣日

- 2004
  - 澳門文物大使協會成立暨第一屆理監事就職典禮
  - 文物先鋒計劃

## 外部連結
- 澳門文物大使協會 （页面存档备份，存于）
- 澳門文遺研創協會 （页面存档备份，存于）
- 澳門文物網